# Djugu
Djugu – miasto w Demokratycznej Republice Konga, w prowincji Ituri.